# Rosay-sur-Lieure
Rosay-sur-Lieure è un comune francese di 558 abitanti situato nel dipartimento dell'Eure nella regione della Normandia.

## Società

### Evoluzione demografica
Abitanti censiti